# 田野井健
田野井 健（たのい けん、2009年5月20日 - ）は、日本の俳優、元子役。東京都出身。サンミュージックブレーン所属。以前はクレヨン、スマイルモンキー、モンドラナエンタテインメントに所属していた。趣味は行列に並ぶこと、特技は側転、持っている資格は漢字検定4級。

## 出演作品

### テレビドラマ
- 残念な夫　第2話（2015年、フジテレビ）
- 東京女子流 神様からの宿題♪（2015年、BSジャパン）
- ナオミとカナコ（2016年、フジテレビ）
- はじめまして、愛しています。（2016年、テレビ朝日）
- 全力失踪（2017年、NHKBSプレミアム）
- コンフィデンスマンJP　第3話（2018年、フジテレビ）
- 家政夫のミタゾノ　第2シリーズ　最終話（2018年、テレビ朝日）-　五味健太郎役
- 大江戸奇跡のロストシティ265年の物語（2019年、NHK）-　徳川家綱役
- 絶叫（2019年、WOWOW） -　鈴木純役
- ニッポンノワール-刑事Yの反乱-（2019年、日本テレビ）-　碓氷克喜役
- 二月の勝者-絶対合格の教室-（2021年、日本テレビ） - 藤原昴役
- 初恋の悪魔　第5話（2022年、日本テレビ）
- リエゾン -こどものこころ診療所-　第5話（2023年、テレビ朝日）−　茜のクラスメイト役
- 約束（2024年、時代劇専門チャンネル）

### 配信ドラマ
- 二月の勝者〜胸騒ぎの自習室〜（2021年、Hulu） -  藤原昴役
- MALICE（2023年、U-NEXT）-　島本悠人役

### 映画
- 殿、利息でござる!（2016年、松竹）‐浅野屋甚内幼少期役
- 子供はわかってあげない（2021年、日活）
- さかなのこ（2022年、東京テアトル） -  スミオ役
- 中山教頭の人生テスト（2025年、ライツキューブ）[1]

### 舞台
- 秀山祭「9月大歌舞伎」ひらかな盛衰記　（2017年、歌舞伎座）-  槌松役

### テレビ番組
- いないいないばあっ!（2011年、NHK教育テレビジョン）
- ハイブリッドキャストサービス（2013年、NHK）
- ノージーのひらめき工房（2015年　-　、NHK教育テレビジョン）-  シナプー役

### ウェブ番組
- にっぼんのわーるのたのい（2019年）

### 再現VTR
- セカンドプロポーズ妻へもう一度愛の告白（2013年、TBS）
- 痛快TVスカッとジャパン（フジテレビ）
- 踊る!さんま御殿 VTR (日本テレビ)
- 世界仰天ニュース再現VTR (日本テレビ）
- 世界一受けたい授業VTR (日本テレビ)

### CM
- 明治「おいしい牛乳」（2015年）
- エースJTB「妖怪ウォッチとエースJTBで特別な夏休み」 （2015年）
- 花王ビオレUうるおいミルク （2015年）
- イトーヨーカドー「ランドセル」（2016年）
- イチビキ醤油 （2016年）
- ZOFF （2018年）
- マクドナルドハッピーセット「きかんしゃトーマス」 （2019年）
- モンスターストライク （2019年）
- 日本赤十字社 （2019年）
- ヤマトホールディングス （2019年）
- バンダイ「仮面ライダーチョコゼロワン」 （2019年）
- トヨタ「ノア」 （2019年）
- バンダイ「仮面ライダーフィギュア装動」 （2020年）
- 朝日飲料「PLANTTIME」ソイミルクティー （2020年）
- バンダイ「仮面ライダーチョコセイバー」 （2020年）
- マクドナルドハッピーセット図鑑「マクドナルドの秘密を探そう」篇 （2021年）
- Sony NURO光 （2021年）
- バンダイ「新仮面ライダーチョコリバイス」 （2021年）
- ジャパネット BS篇企業広告 （2022年）
- Panasonic 電気設備BOX「コンセント争奪篇」（2023年）

### VP
- ベネッセ「リズム&ダンス」 （2014年）
- シャープ「エモパー」 （2014年）
- パナソニック「コエリモ」 （2019年）

### MV
- 槇原敬之「四つ葉のクローバー」（2012年）

### スチール
- ヤマハ 音楽・英語・その他多数（2013年）
- バースデイ（2013年）
- しまむら　（2013年）
- ベネッセ「こどもちゃれんじ」多数　（2014年）

### 声の出演
- ねずみのシーモア